# 보르드

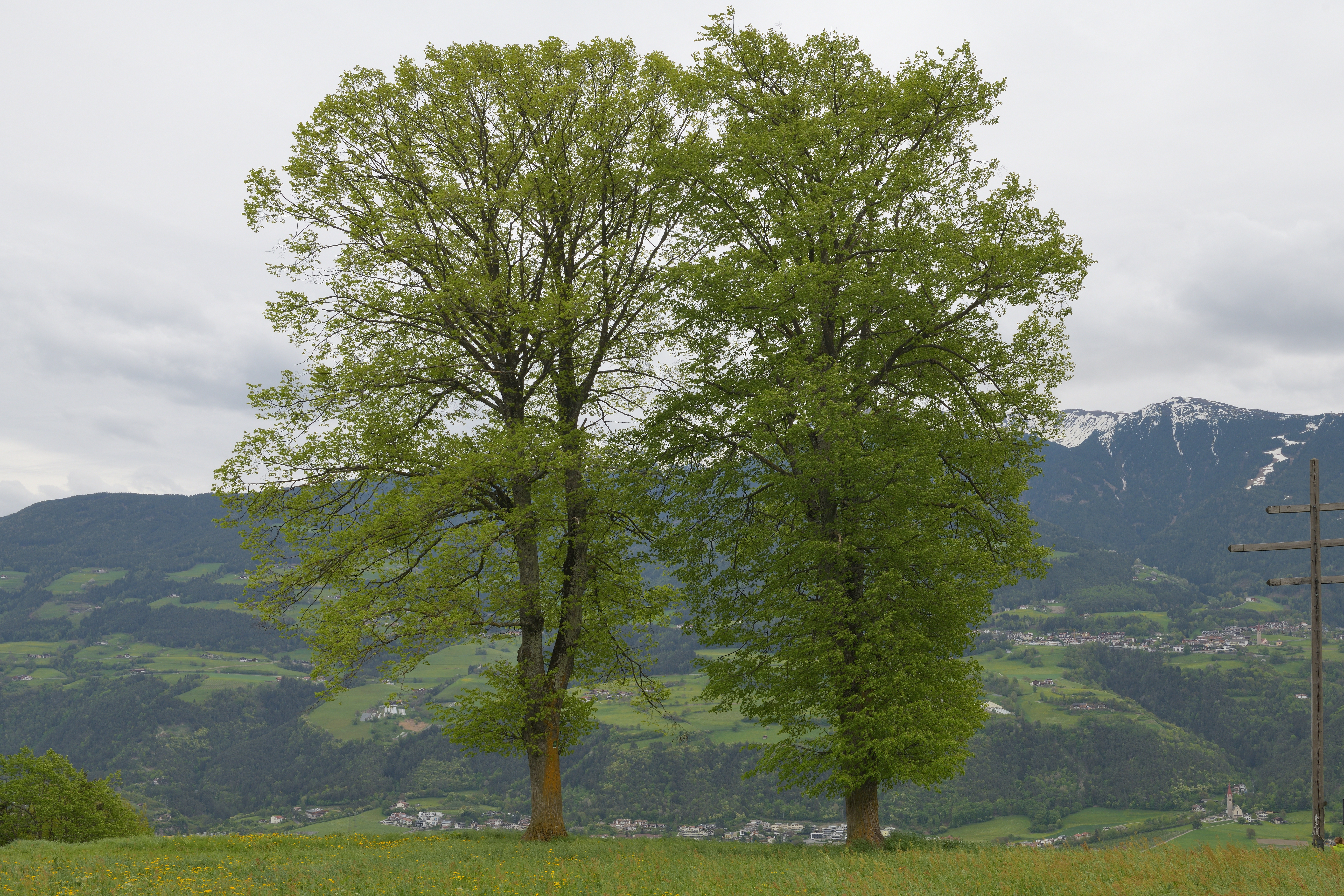
수호목

보르드(고대 노르드어: vǫrðr)는 노르드 신화에서 일종의 수호령으로, 각각의 사람마다 그 사람의 영혼(hugr 후그)이 태어나서 죽을 때까지 함께한다고 믿어졌다. 문자 그대로는 "지켜보는 자"라는 뜻이며, 고대 스웨덴어로는 varþer, 현대 스웨덴어로는 vård라 한다. 이 신앙은 20세기까지 스칸디나비아 민속에 잔존해 있었다. "망령"을 의미하는 영어 단어 "레이스(wraith)"도 노르드어의 "보르드"에서 유래한 것이다. 복수형은 바르디르(varðir) 또는 베르디르(verðir)라 한다.
때에 따라 보르드는 작은 불빛 또는 인간의 형상(함)으로 나타날 수 있었는데, 다른 사람의 보르드의 존재를 인식하게 되면 손이나 코가 가려워진다고 한다. 죽은 사람의 보르드는 지박령이 되어 특정 장소 또는 사람 주위를 떠돌게 되는데, 이런 지박령 보르드는 드라우그처럼 자의식이 있는 산송장과는 또 다른 존재로 분류되었다.
농촌지역에 있는 커다란 늙은 나무(그 수종은 대개 피나무, 물푸레, 느릅나무)를 더러 "수호목"(스웨덴어: vårdträd)이라고 부르는 경우도 있었고, 이 나무가 불운으로부터 지켜준다고 믿어졌다. 수호목의 잎을 따거나 가지를 꺾는 것은 중대한 범죄행위로 간주되었다. 나무에 대한 태도가 워낙 지극하여, 자기 땅에 나무가 있을 경우 그 나무에게 이름을 지어줄 수도 있었다. 수호목의 뿌리 아래에는 마당의 혼령(스웨덴어: vättar)이 산다는 믿음도 종종 함께 나타났다.

## 같이 보기
- 후긴과 무닌

## 참고 자료
- 이 문서에는 1904년에서 1926년 사이에 발행된 퍼블릭 도메인 스웨덴 백과사전 Nordisk familjebok의 Owl 판의 내용을 기초로 작성된 글이 포함되어 있습니다.